# Vulgichneumon phaeogenops
Vulgichneumon phaeogenops är en stekelart som beskrevs av Heinrich 1972. Vulgichneumon phaeogenops ingår i släktet Vulgichneumon och familjen brokparasitsteklar. Inga underarter finns listade i Catalogue of Life.